# المركز البيوغرافي الدولي
المركز البيوغرافي الدولي (بالإنجليزية: International Biographical Centre)‏ دار نشر تمتلكها شركة «Melrose Press Ltd» وتتخصص في إنتاج كتب سيرة، منها عشرات الجوائز تبيعها بمئات الجنيهات منذ 2000. مقرها إيلي في مقاطعة كامبريدجشير شرقي إنجلترا. وقد صنّفت حكومة أستراليا الغربية نشاطات هذا المركز أنّها «scam» (احتيال أو خداع). لا علاقة لها بجامعة كامبريدج ولا تقع بمدينة كامبريدج.